# Кораћевац
Кораћевац је насељено место града Лесковца у Јабланичком округу. Према попису из 2022. било је 143 становника.
Село је смештено са леве стране Јужне Мораве, углавном на пространој тераси, чија је средња надморска висина око 600 метара. Село је разбијеног типа. Разликује се већи број махала са различитим бројем кућа. Махале се зову по топографским називима (Пешева Лука, Ваклиште) или по родовима који су у њима (Стевановска, Богоњска, Терзинска, Петковска, Цакинска, Рајковска).
По садашњем становништву Кораћевац је релативно младо насеље. Основали су га српски родови крајем 18. или почетком 19. века.
Бугарски окупатори су 1943. године запалили Кораћевац, Репиште, Граово и још нека друга села у Грделичкој клисури. Они су у Кораћевцу на гробљу стрељали 20 мушкараца. После Другог светског рата у Кораћевцу су подигнуте нове куће и привредне зграде.

## Положај и тип
Село је смештено лево од Јужне Мораве, углавном на пространој тераси, чија је средња висина око 600 метара. Југоисточно од Кораћевца смештена је варошица Предејане, северозападно село Граово, а југозападно Репиште. Становници се служе водом са извора и из два бунара. Имена извора су: Врачарска Бука, Чучул, Стевановски Извор, Рајковска Вода, Орашје, Братешка Вода, Јаблан.
Поједини крајеви атара носе називе: Пашева Лука (до Ј. Мораве) Братеж, Витлови, Здравкове Њиве, Коштиљевац, Јасенова Чука, Стеванова Долина, Рид, Логорово, Арница, Црна Бара (до Ј. Мораве) Доња Лука (до Ј. Мораве), Петкова Гарина, Шупља Гаринка, Стара Њива, Стриковац, Пузаљка (то је велики потес са шумом), Сипут (такође под шумом), Базјак (и то је под шумом),
Старе Куће, Зли Камен.
Село је разбијеног типа. Разликује се већи број махала са различитим бројем кућа. Махале се зову по топографским називима (Пешева Лука, Бачкало са 1 кућом, Ваклиште) или по родовима који су у њима (Стевановска, Богоњска, Терзинска, Петковска, Цакинска, Рајковска).

## Историја
На потесу Рид у средишњем делу Кораћевца, где су гробље и сеоски крст, сељаци су ископали „камење од старих зидова, затим један камен са ознаком крста и старе ћеремиде”. Поједини становници мисле да су ове старине „латинске".
По садашњем становништву Кораћевац је релативно млађе село. Основали су га досељени српски родовн крајем 18. или почетком 19. века. Прво су дошли преци двају родова. Један од предака звао се Јован. Од њега потичу данашњи Милошевићи и Терзиинци. Од другог претка потицао је род Велковци, који је касније изумро.
Потес Старе Kyћe лежи у јужном делу села. Говори се да су пре око 100 година тамо постојале неке српске кyћe. Потес Логорово је долина која води према Јужној Морави. На потесу Гарина налазе се плодне крчевине.
Сеоска слава је Свети Марко (у мају). О већим празницима становници посећују цркву у селу Мртвици или y варашици Предејану.
Бугарски окупатори су 1943. године запалили Кораћевац, Репиште, Граово и још нека друга села у Грделичкој клисури. Они су у Кораћевцу на гробљу стрељали 20 мушкараца, а у Граову 64. После Другог светског рата у Караћевцу су подигнуте нове куће и привредне зграде.

### Порекло родова
У Кораћевцу сада живе ови српски родови: Милошевићи (3 к) и Терзиинци (4 к), славе св. Николу. Како је поменуто, они су раније чинили један род. Њихово порекло је из Божице у Босилеградском Крајишту. У Божици живела су три брата. Једном су они „утепали Турчина”. Зато су се иселили из старог села и населили у Грделичкој клисури: један од браће по имену Јован доселио се у Кораћевац, други брат (Филип) дошао је у Ново Село, а трећи брат (Пеша) населио се у Бојишину (тамо је основао махалу Божичини). Поменути предак Јован сматра се оснивачем Кораћевца. Он се доселио пре око 165 година. Богоњци (2 к, Петковдан) сада се чешће зову Станковићи. Досељени су од некуда. Рајковићи (8 к) и Пешинци (3 к), славе Светог Николу. Раније су чинили један род. Досељени су из Брода у сливу Власине. Раније тамо су имали кумове. Њихове куће у Кораћевцу налазе се у две махале. Стевановци (4 к) и Петковци (2 к), славе Светог Николу. Раније су чинили један род. Игњатовићи (4 к. Петковдан), потичу од претка који је био „посињак”. Он се доселио из Личиног Дола. Цакинци (2 к, Петковдан), досељени су из неког села у Грделичкој клисури. Николићи (2 к, Петковдан) потичу од претка који је био „призетко”. Он се доселио из села Мртвице. Стојковићи (1 к, Петковдан) досељени су из села Млачишта. Потичу од призетка у роду Богоњци. Величковићи (1 к, Свети Сава), досељени из Новог Села. Потичу од призетка у роду Богоњци. Радовановићи (1 к, Петковдан), досељени су из Репишта. Потичу од призетка у роду Богоњци. Младеновићи (1 к, Петковдан), досељени су из неког села у Грделичкој клисури.

## Изумрли и исељени становници
Како је напред наведено, раније је у Кораћевцу живео род Великовци. Спадали су у старије родове и осниваче насеља. Они су касније изумрли. Куће су им биле у Ваклинској Махали.
Од рода Рајковића има исељених породица у околини Лесковца (Медвеђа). Од родова Богоњци и Цакинци има исељеника у Топлици (село Црквица). Од рода Младеновића једна породица живи у варошици Предејану. После Другог светског рата неколико породица (Младеновићи 5 к) из Кораћевца колонизовано је у бачком селу Каравукову.

## Демографија
У насељу Кораћевац живи 151 пунолетни становник, а просечна старост становништва износи 40,5 година (41,3 код мушкараца и 39,6 код жена). У насељу има 55 домаћинстава, а просечан број чланова по домаћинству је 3,49.
Ово насеље је великим делом насељено Србима (према попису из 2002. године).
|             | \| Демографија[3] \| Демографија[3] \| Демографија[3] \| \| Година \| Становника \| Становника \| \| -------------- \| -------------- \| -------------- \| \| 1948. \| 190 \| \| \| 1953. \| 185 \| \| \| 1961. \| 196 \| \| \| 1971. \| 174 \| \| \| 1981. \| 186 \| \| \| 1991. \| 203 \| 199 \| \| 2002. \| 192 \| 196 \| \| 2011. \| 172 \| \| \| 2022. \| 143 \| \| |            |
| Демографија | |            |
| Година      | Становника | Становника |
| 1948.       | 190 |            |
| 1953.       | 185 |            |
| 1961.       | 196 |            |
| 1971.       | 174 |            |
| 1981.       | 186 |            |
| 1991.       | 203 | 199        |
| 2002.       | 192 | 196        |
| 2011.       | 172 |            |
| 2022.       | 143 |            |

| Етнички састав према попису из 2002.‍ | Етнички састав према попису из 2002.‍ | Етнички састав према попису из 2002.‍ | Етнички састав према попису из 2002.‍ | Етнички састав према попису из 2002.‍ |
| ------------------------------------ | ------------------------------------ | ------------------------------------ | ------------------------------------ | ------------------------------------ |
|                                      |                                      |                                      |                                      |                                      |
| Срби                                 | Срби                                 |                                      | 189                                  | 98,43%                               |
| Словенци                             | Словенци                             |                                      | 1                                    | 0,52%                                |
| непознато                            | непознато                            |                                      | 2                                    | 1,04%                                |

| Година пописа     | 1948. | 1953. | 1961. | 1971. | 1981. | 1991. | 2002. |
| ----------------- | ----- | ----- | ----- | ----- | ----- | ----- | ----- |
| Број домаћинстава | 36    | 36    | 37    | 44    | 47    | 51    | 55    |

| Број чланова      | 1 | 2  | 3  | 4  | 5 | 6 | 7 | 8 | 9 | 10 и више | Просек |
| ----------------- | - | -- | -- | -- | - | - | - | - | - | --------- | ------ |
| Број домаћинстава | 7 | 11 | 12 | 10 | 6 | 6 | 3 | 0 | 0 | 0         | 3,49   |

| Пол    | Укупно | Неожењен/Неудата | Ожењен/Удата | Удовац/Удовица | Разведен/Разведена | Непознато |
| ------ | ------ | ---------------- | ------------ | -------------- | ------------------ | --------- |
| Мушки  | 89     | 26               | 54           | 8              | 1                  | 0         |
| Женски | 72     | 7                | 57           | 7              | 1                  | 0         |
| УКУПНО | 161    | 33               | 111          | 15             | 2                  | 0         |

| Пол    | Укупно                    | Пољопривреда, лов и шумарство | Рибарство                            | Вађење руде и камена | Прерађивачка индустрија       |
| ------ | ------------------------- | ----------------------------- | ------------------------------------ | -------------------- | ----------------------------- |
| Мушки  | 32                        | 1                             | 0                                    | 0                    | 4                             |
| Женски | 12                        | 0                             | 0                                    | 0                    | 2                             |
| УКУПНО | 44                        | 1                             | 0                                    | 0                    | 6                             |
| Пол    | Производња и снабдевање   | Грађевинарство                | Трговина                             | Хотели и ресторани   | Саобраћај, складиштење и везе |
| Мушки  | 0                         | 6                             | 1                                    | 14                   | 5                             |
| Женски | 0                         | 0                             | 4                                    | 6                    | 0                             |
| УКУПНО | 0                         | 6                             | 5                                    | 20                   | 5                             |
| Пол    | Финансијско посредовање   | Некретнине                    | Државна управа и одбрана             | Образовање           | Здравствени и социјални рад   |
| Мушки  | 0                         | 0                             | 0                                    | 0                    | 0                             |
| Женски | 0                         | 0                             | 0                                    | 0                    | 0                             |
| УКУПНО | 0                         | 0                             | 0                                    | 0                    | 0                             |
| Пол    | Остале услужне активности | Приватна домаћинства          | Екстериторијалне организације и тела | Непознато            | Непознато                     |
| Мушки  | 0                         | 0                             | 0                                    | 1                    | 1                             |
| Женски | 0                         | 0                             | 0                                    | 0                    | 0                             |
| УКУПНО | 0                         | 0                             | 0                                    | 1                    | 1                             |